# Nicolas Baeteman
 (mai 2020).
Nicolas Guillaume Baeteman était un corsaire dunkerquois, né aux alentours de  1659 à Dunkerque (Comté de Flandre) ou en Zélande et est décédé le 22 janvier 1720 à Dunkerque (Comté de Flandre) 

## Biographie
Le début de la vie de Nicolas Baeteman est un mystère. Aucun acte de naissance n'a pu être trouvé à ce jour. D'après Henri Malo, il serait « originaire de Zélande », mais élevé à Dunkerque, d'où il a toujours navigué. Compte tenu du sérieux de cet auteur, il est permis de penser qu'il se fonde sur le dossier de Nicolas Baeteman auprès des autorités maritimes françaises, mais cela n'en fait pas une source indiscutable, car, en dernier ressort, la source première est la parole de Nicolas Baeteman, qui a peut-être trouvé difficile d'expliquer à ses supérieurs sa jeunesse chez l'ennemi néerlandais. 
Relatant un épisode qui se situe en 1705, Henri Malo nous indique que Nicolas Baeteman a 45 ans et qu'il commande des corsaires depuis 18 ans, c'est-à-dire, en théorie, depuis 1689. Or, ce n'est qu'en 1693 que l'on trouve trace d'un premier navire dunkerquois commandé par Nicolas Baeteman.
À partir de là, on a ses commandements :
- 1693 : La Fantaisie
- 1695 à 1696 : La Superbe
- 1696 : La Bienvenue
- 1697 : Le Saint Eloi
- 1703 : L'Aurore
- 1704 : Le Neptune
- 1705 à 1707 : La Fortune
- 1707 à 1709 : La Victoire
- 1709 à 1710 : Le Blackwall (pris aux Anglais)
- 1710 à 1712 : Le Pot Galère

En 1704, Nicolas Baeteman participe à la création de l'escadre de la Chambre de Commerce de Dunkerque, qui a décidé d'armer en course. Il est l'adjoint de Cornil Saus.
Ensuite, un voyage les mène jusqu'aux côtes barbaresques :

« Ils établissent leur croisière dans les parages du Cap Saint Vincent, poussent jusqu'à la côte barbaresque, et, après trois mois d'absence, ramènent quinze prises, plusieurs fortement garnies d'artillerie, d'autres de poudre d'or. Saus et Baeteman continuent leur course sur la mer du Nord du 3 mai au 8 août, accumulant les prises dont beaucoup utilement chargées de blé »

— Henri Malo, op cit.[réf. incomplète].
Un rapport administratif fait en ces termes l'éloge de Cornil Saus et Nicolas Baeteman :

« Ce sont deux Flamands sans aucun extérieur, mais qui excellent par-dessus les autres en deux choses essentielles : l'une qu'ils n'aiment pas la rade, et l'autre qu'ils ne sont pas pillards… Non recusant laborem… Ils donnent sur tout ce qu'ils trouvent ; ce n'est que la gloire qui les mène ; ils ne tournent pas le dos, comme les autres, à ce qui ne leur promet que des coups[réf. nécessaire]. »

En 1706, Nicolas Baeteman reçoit du Roi une épée et une médaille d'or.